# Brandspiritus
Brandspiritus, meestal kortweg spiritus genoemd, is een mengsel van alcohol, water en diverse toevoegingen.
Spiritus wordt gebruikt als schoonmaakmiddel en als brandstof. Brandspiritus bestaat grotendeels uit ethanol. Er is een giftige stof aan toegevoegd (meestal methanol), om de alcohol te denatureren (ongeschikt te maken voor consumptie). Daarnaast bevat het een blauwe kleurstof en een geurstof om de zo behandelde alcohol goed herkenbaar te maken. Ook bevat het een braakmiddel voor het geval iemand de spiritus toch binnenkrijgt. Over zo behandelde alcohol hoeft dan geen accijns te worden betaald. De samenstelling van brandspiritus is doorgaans: 85 % ethanol, 10 % water, 3 % methanol, 1 % aceton en 1 % pyridine (een geurstof) plus een blauwe kleurstof. De verbrandingswaarde van spiritus is 18 × 109 J/m3 en de dichtheid 0,84 x 103 kg/m3.
Het woord spiritus is Latijn voor 'geest' en duidt erop dat spiritus snel verdampt.

## Toepassingen

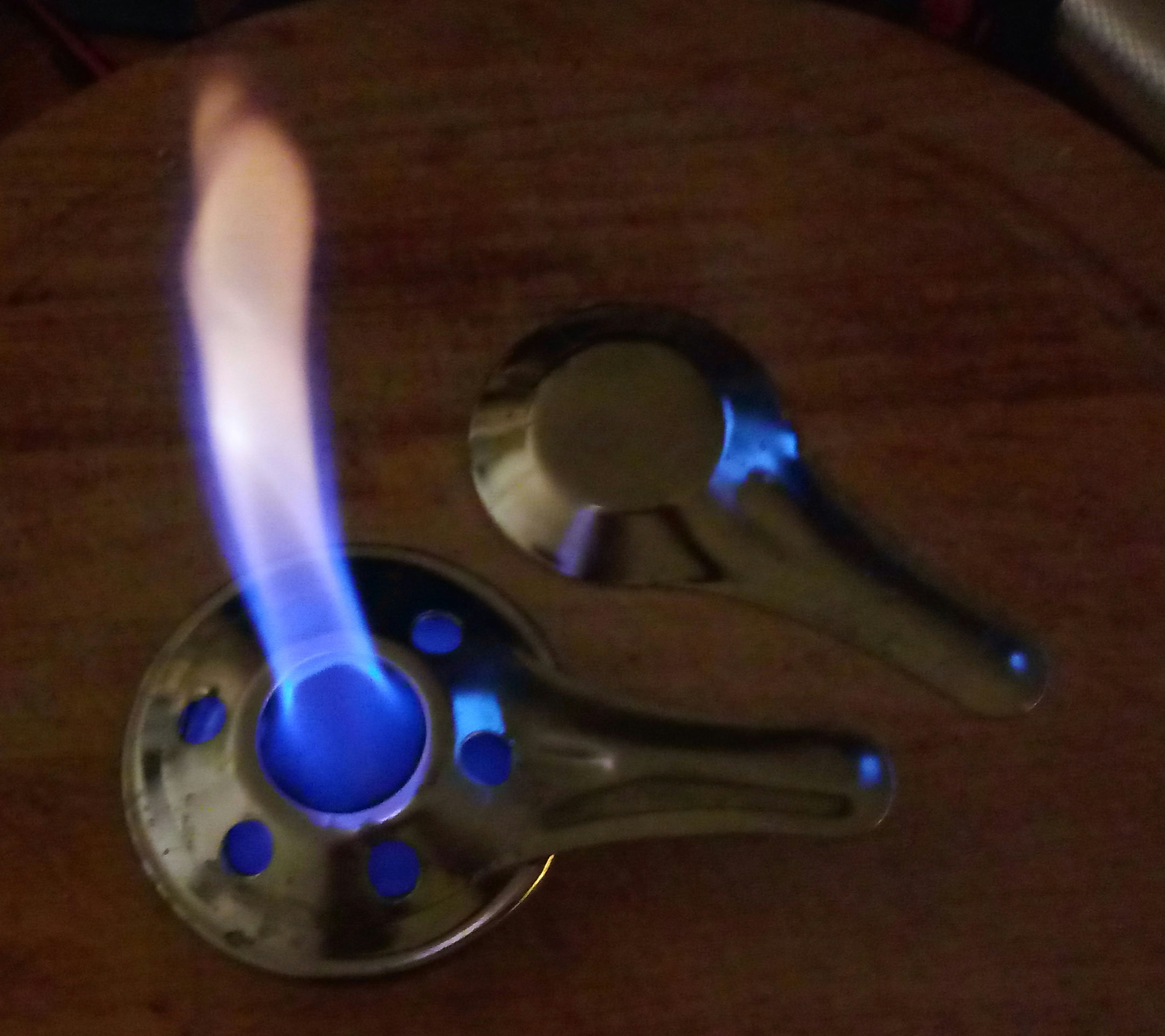
simpele spiritusbrander

Een spiritusbrander wordt gebruikt in gourmet- en fondue-stellen en warmhoudplaten. Dit type werkt heel eenvoudig. De vloeistof zit in een open bakje gevuld met steenwol, dat is afgedekt door een metalen gaasje. De spiritus kan worden aangestoken zonder ontploffingsgevaar of gevaar voor een steekvlam. Spiritus is wel gevaarlijk als hij direct vanuit de fles op een brandende of smeulende barbecue wordt gegoten.
Sommige spiritusbranders zijn voorzien van een luchtpompje om de spiritus te vergassen. Deze geven bij een gelijke hoeveelheid verbrand materiaal wat meer energie.
Kampeerders gebruiken een ander type brander, hierin wordt de alcohol vergast als het brandertje heet wordt. Dit levert een gelijkmatige ring van vlammetjes op.

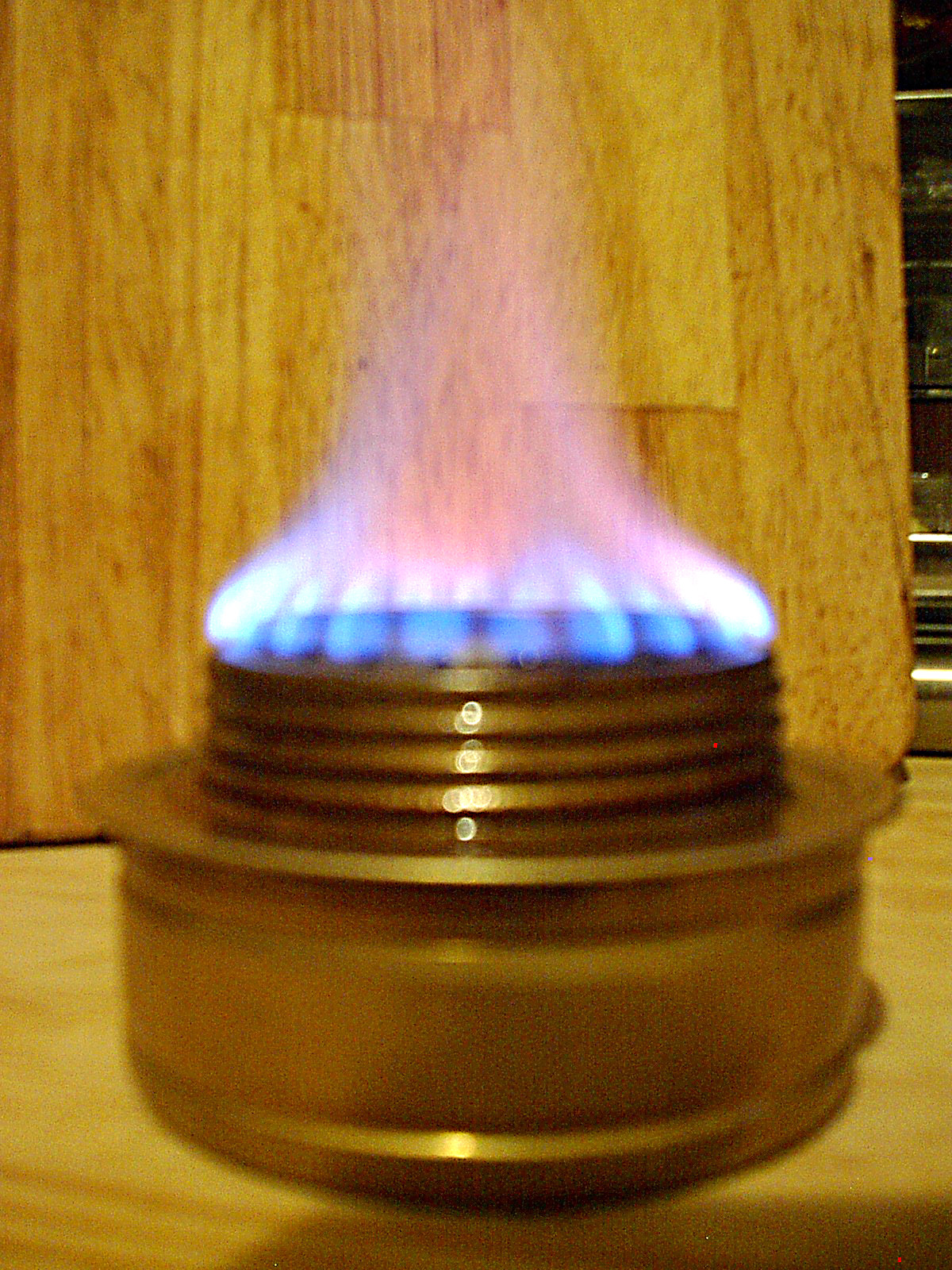
spiritusbrander voor kampeerders

Een primusbrander moet voorverwarmd worden met een beetje spiritus om de vergassing van petroleum of lampolie op gang te brengen.
In huishoudens wordt spiritus gebruikt bij het ramen lappen. Een scheut spiritus in het water zorgt ervoor dat er minder strepen achterblijven, al is een blauwe waas daarna wel waarneembaar op het glas.
Spiritus wordt ook gebruikt door schrijnwerkers om PVAc-houtlijm week te maken. Zo kunnen gelijmde houtverbindingen los gemaakt worden en meubelen worden gerestaureerd.
Omdat spiritus voor 85 % uit ethanol bestaat, doodt het ook bacteriën. Het is daarom bruikbaar om voorwerpen te ontsmetten. Gebruik als medisch ontsmettingsmiddel van de huid is mogelijk, maar niet om wonden te behandelen.
Voor optimale werking is verdunning tot 70 % noodzakelijk.

## Gevaar
Bij gebruik van spiritus is voorzichtigheid geboden. De lichtblauwe vlam is in de buitenlucht of in een verlichte ruimte moeilijk te zien. Ook een plas gemorste spiritus is op veel ondergronden zoals tapijt, kleding, gras of asfalt onzichtbaar. Dan is het voor slachtoffers en hulpverleners moeilijk in te schatten waar de brandhaard is en waar het veilig is. Een blusdeken is het beste middel tegen spiritusbrand. Brandblussers blazen en kunnen dus vloeistof en damp verder verspreiden.